# Hemerobius gaitoi
Hemerobius gaitoi är en insektsart som beskrevs av Monserrat 1996. Hemerobius gaitoi ingår i släktet Hemerobius och familjen florsländor. Inga underarter finns listade i Catalogue of Life.